# Поморський берег
Поморський берег — назва частини узбережжя Білого моря між річками Кем та Онега, територія формування російського субетносу — поморів.
Поморський берег омивається водами Онезької губи Білого моря. На захід від Поморського берега є Карельський берег, на схід — Онезький берег. Берег є південною ділянкою Прибіломорської низовини.
Поморський берег порізаний безліччю губ і бухт. Найбільші з них: губа Німеньга, Сумська, Сорокська, Шуерецька і Кемська губи. Велика частина Поморського берега — низинна, заболочена, з окремими скельними височинами. Ростуть соснові і смерекові ліси. Уздовж берега — групи скелястих островів (шхер) — Онезькі, Сумські та Кемські шхери (острова Шуйострів, Белогузиха, Великий і Малий Жужмуй, Сосновці, Сумострів, Мягострів, архіпелаг Кузова тощо).
На узбережжі розташовані старовинні поморські села Сумський Посад, Вірма, Шуерецьке, Нюхча, Кушерека, Унежма, Ворзогори тощо, а також три портові міста: Онега (її лівобережна частина), Кем (правобережна частина) та Біломорськ.